# Seb Michaud
Pour les articles homonymes, voir Michaud.
Seb Michaud, né le 5 avril 1973 à Genève (Suisse), est un skieur freerider professionnel français.

## Biographie
Skieur depuis l'âge de 3 ans, il est passé par le ski acrobatique et est resté 5 ans en équipe de France. 
Il se dirige ensuite vers le ski freeride et intègre en 1997 le team international Scott et Sun Valley. Il enchaine les compétitions et gagne sa première à Chamonix : la Red Bull Snowthrill sur les pentes du Brévent. Il est reconnu pour ses backflips depuis des barres rocheuses. 
Résidant à la Clusaz et père de 2 enfants, il fait partie des 12 riders sélectionnés pour le Freeride World Tour.